# Gazimestan

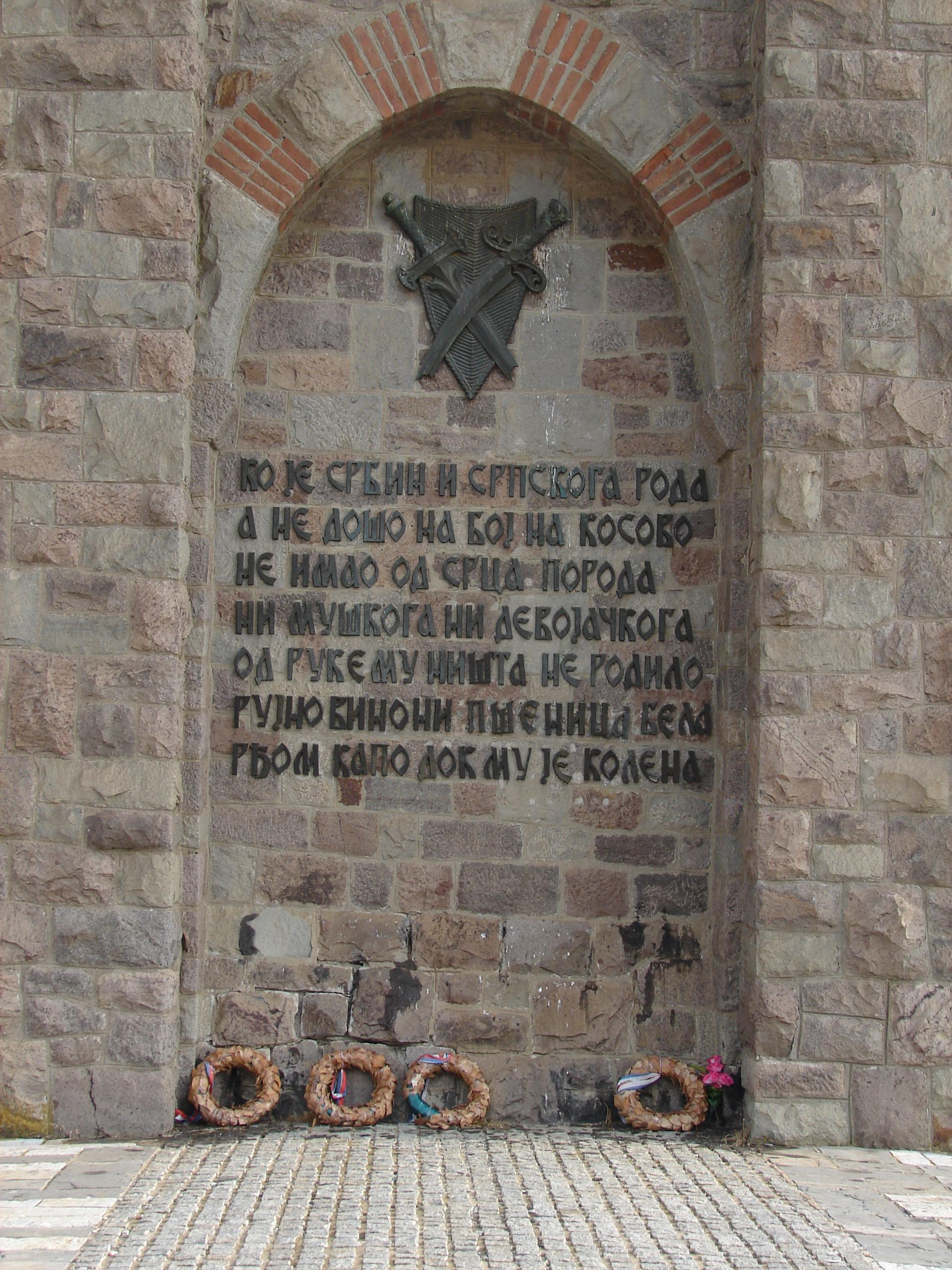
Klątwa kosowska

Gazimestan (serb. Газиместан) – miejsce pamięci wzniesione w celu upamiętnienia bitwy na Kosowym Polu w 1389 roku. Położone jest około 6 kilometrów od miejsca tego starcia oraz około 5 kilometrów od miasta Prisztina w Kosowie. Obecnie znajduje się tam pomnik wzniesiony w 1953 roku, zawierający inskrypcję z tzw. klątwą kosowską. Gazimestan jest stałym miejscem obchodów dnia św. Wita (serb. Видовдан/Vidovdan), odbywającego się corocznie 28 czerwca (15 czerwca według kalendarza juliańskiego). Nazwa Gazimestan jest zbitką dwóch wyrazów – arabskiego ghazi (arab. ‏غَازِي‎, bohater) i serbskiego mesto (serb. место, miejsce) .

## Historia
Bitwa na Kosowym Polu i bazujący na związanych z nią wydarzeniach mit kosowski miały znaczny wpływ na tworzenie się serbskiej tożsamości narodowej. Pierwszy pomnik upamiętniający to starcie wzniósł Stefan Lazarević, syn poległego w walce Łazarza Hrebeljanovicia. Monument ten został zlikwidowany podczas panowania na ziemiach serbskich Imperium Osmańskiego.
Twórcą monumentu z 1953 roku, znajdującego się na Gazimestanie do dziś, był serbski architekt Aleksandar Deroko. 28 czerwca 1989 roku, w 600-lecie bitwy na Kosowym Polu, na Gazimestanie miała miejsce słynna przemowa Slobodana Miloševicia, podczas której padły słowa „Nikt nie śmie was bić!” (serb. Niko ne sme da vas bije!), skierowane do kosowskich Serbów. Przemowa ta otworzyła Miloševiciowi drogę do zostania serbskim przywódcą politycznym.
Jak dotąd rząd Kosowa oficjalnie nie wyraża zgody na organizację Vidovdanu na Gazimestanie, mimo to uroczystości odbywają się. W 2010 roku stacjonujące w Kosowie siły NATO przekazały lokalnej policji zadanie ochrony Gazimestanu. Obecnie obchody Vidovdanu w tym miejscu zabezpieczać ma kosowska policja, podlegająca nadzorowi służb policyjnych, oddelegowanych to tego celu przez EULEX Kosowo.